# Зефёйк, Леквинсио
Леквинсио Зефёйк (нидерл. Lequincio Zeefuik; род. 26 ноября 2004, Амстердам) — нидерландский футболист, нападающий клуба АЗ.

## Клубная карьера
Зефёйк — воспитанник клубов АСВ-ДВВ, ЙОГА «Фортиус» и «Волендам». 25 апреля 2021 года в матче против «Телстара» он дебютировал в Эрстедивизи в составе последних. В этом же поединке Диквинсио забил свой первый гол за «Волендам». В 2022 году Зефёйк помог клубу выйти в элиту. 7 августа в матче против «Гронингена» он дебютировал в Эредивизи.
1 февраля 2024 года перешёл в АЗ, подписав с клубом пятилетний контракт.
14 января 2025 года перешёл на правах аренды в бельгийский «Ауд-Хеверле Лёвен». 19 января дебютировал в чемпионате Бельгии в гостевом матче с «Юнионом».